# CVM TV
CVM Television Limited, nota anche come CVM TV, è una rete televisiva generalista della Giamaica, di proprietà di VertiCast Media Group. Il nome del canale è un acronimo dei tre soci di maggioranza originari che si erano assicurati la licenza televisiva nel 1991: Community Television Systems Limited, Videomax Limited e Mediamix Limited.
Trasmette dalla capitale Kingston in inglese.
CVM è conosciuta per i suoi notiziari e per i suoi programmi sulla vita ai Caraibi e per l'intrattenimento, oltre a film e produzioni televisive stranieri. CVM News è uno dei programmi più longevi del canale.

## Storia
CVM TV ottenne una licenza come operatore televisivo a marzo 1991 e iniziò a trasmettere come tv commerciale a marzo 1993.
Il 27 settembre 2022 fu resa nota la vendita di CVM TV a VertiCast Media Group, guidato dal magnate dei media Oliver McIntosh. Oliver McIntosh era stato a capo del canale sportivo via cavo Sportsmax per oltre due decenni, prima di formare la sua società mediatica.
Con il cambio di proprietà, CVM TV divenne sorella dei nuovi canali Csport di VertiCast, che furono lanciati lo stesso anno. 
In autunno, CVM TV trasmise il Campionato mondiale di calcio del 2022 in contemporanea a Csport, segnando, per quest'ultimo, il ritorno del Campionato mondiale di calcio per la prima volta in quasi un decennio.

## Programmi

### Informazione
- CVM News;

### Sport
- CVM Sports;

### Contenitori mattutini
- Sunrise;

### Serie televisive
- I Soprano;
- E.R. - Medici in prima linea;
- NYPD - New York Police Department;
- La famiglia Brock;
- Due poliziotti a Palm Beach;
- Street Justice;
- X-Files;

### Bambini
- Ace Ventura - L'acchiappanimali;
- Action Man;
- I Gummi;
- Animaniacs;
- Astro Boy;
- Barney;
- In che mondo stai Beetlejuice?;
- Doug;
- Free Willy;
- Allacciate le cinture! Viaggiando si impara;
- The Mummy;
- Zero in condotta;
- Lazertag;
- La sirenetta - Le nuove avventure marine di Ariel;
- Merrie Melodies;
- Pinky and the Brain;
- Police Academy;
- The Puzzle Place;
- Reading Rainbow;
- The Real Ghostbusters;
- Romeo!;
- Salty's Lighthouse;
- Sesamo apriti;
- Shoebox Zoo;
- 20000 leghe nello spazio;
- Superhuman Samurai;
- Tak and the Power of Juju;
- Tazmania;
- Trucchi, magie e illusioni per una dolce principessa;
- VR Troopers;

### Comedy
- Are You Being Served?;
- Keeping Up Appearances;
- Le cinque signore Buchanan;
- Blossom - Le avventure di una teenager;
- 8 sotto un tetto;
- Willy, il principe di Bel-Air;
- Mr. Cooper;
- The Jamie Foxx Show;
- Sposati... con figli;
- Una bionda per papà;
- The Upper Hand.